# 프리드리히 2세 폰 작센 선제후
프리드리히 2세(독일어: Friedrich II, 1412년 8월 22일 - 1464년 9월 7일)는 작센 선제후 (1428년–1464년)이자 튀링겐 방백 (1440년–1445년)이며, 신사공 (der Sanftmütige)이라는 칭호를 지녔다.

## 생애
프리드리히는 작센 선제후 프리드리히 1세와 브라운슈바이크뤼네부르크의 카타리나의 장남으로 태어났다.
1428년 그의 아버지가 사망한 후, 그는 그의 동생들인 빌헬름, 하인리히, 지기스문트와 함께 작센의 지배권을 장악했다. 1433년 베틴 가문은 마침내 후스파들과 평화 조약을 체결하고 1438년 젤니츠 전투에서 작센군을 이끌고 승리를 거뒀다. 같은 해 작센 지역의 첫 봉건 의회가 세워졌다. 의회는 재정 문제의 혁신이 있을 경우 통치자가 소집하지 않고 함께 찾을 수 있는 권리를 부여받았다.

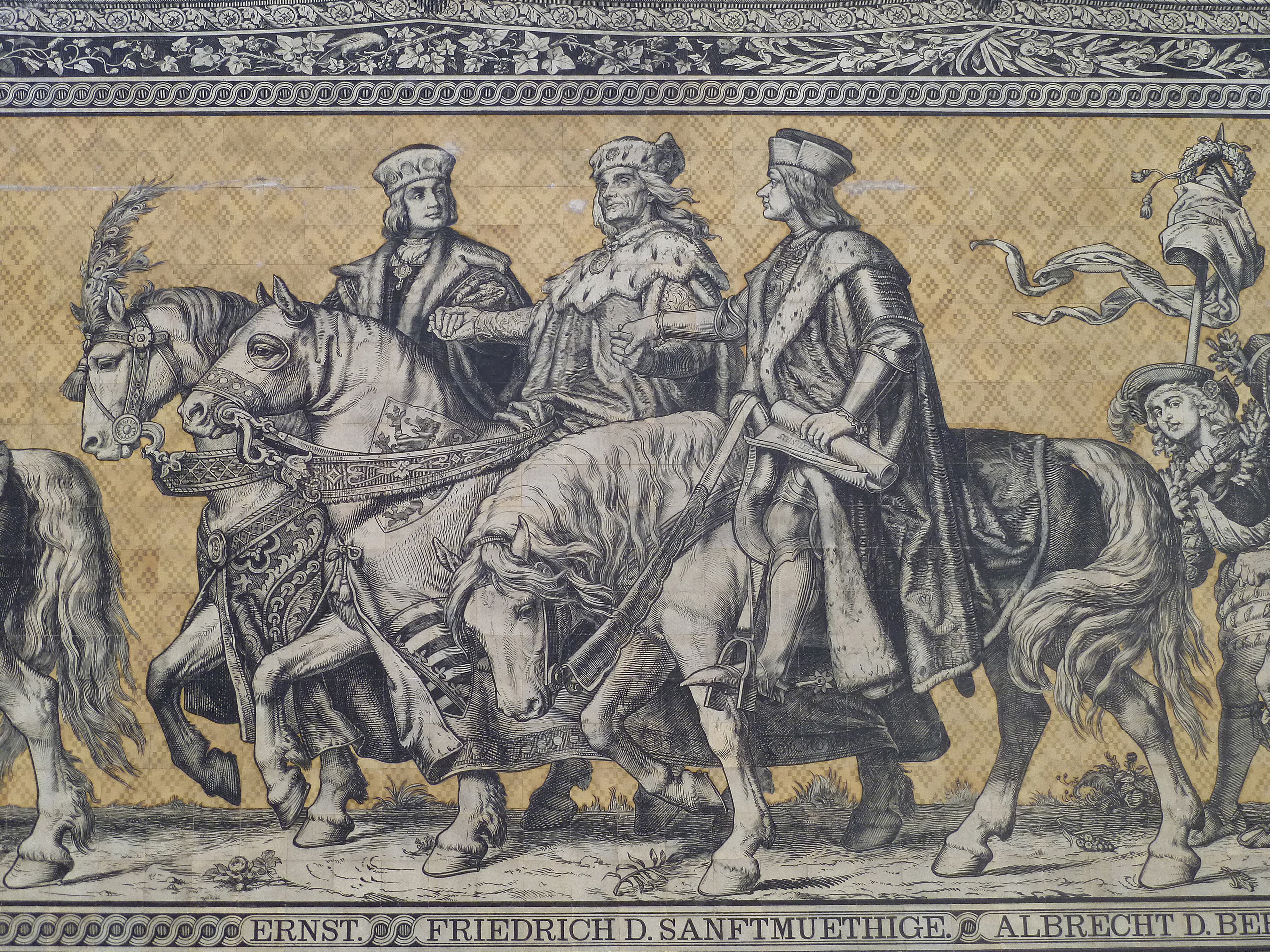
작센 선제후 에른스트 (1464년–1486년), 작센 선제후 프리드리히 2세 (1428년–1464년), 작센 공작 알브레히트 3세 (1486년–1500년); 독일 드레스덴 군주의 행렬

1435년 하인리히가 죽은 후, 지기스문트는 권리를 강제로 포기하고 주교가 되었고 (1440년), 프리드리히와 빌헬름은 영지를 분할하였다. 1445년 알텐부르크 분할로, 빌헬름 3세는 튀링겐과 프랑켄 지역을 받았고, 프리드리히는 공작령의 동부 지역을 얻었다. 광산들은 공동의 소유로 남았다. 광산 수익 분배에 따른 분쟁으로 1446년에 발발하여 1451년 1월 27일 나움부르크에서 조약을 체결한 작센 형제 전쟁이 일어났다. 1459년 에거 조약에서 선제후 프리드리히, 공작 빌헬름 3세, 보헤미아의 왕 이르지 스 포데브라트는 오늘날까지 지켜지고 있는 엘베강 가운데와 에르츠산맥 정상에 이르는 보헤미아와 작센의 경계를 수정했다. 이 경계는 지금까지 유럽에 존재하는 오래된 국경에 속한다.

## 가족과 자녀
1431년 6월 3일 라이프치히에서 프리드리히는 오스트리아 공작 에른스트와 침바르카 마조비에츠카의 딸 오스트리아의 마르가레타와 혼인했다. 그들은 8명의 자녀를 두었다:
1. 아말리아 (1436년 4월 4일 – 1501년 10월 19일) - 1452년 3월 21일 바이에른 공작 루트비히 9세와 혼인.
2. 안나 (1437년 3월 7일 – 1512년 10월 31일) - 1458년 11월 12일 브란덴부르크 선제후 알브레히트 3세 아힐레스와 혼인.
3. 프리드리히 (1439년 8월 28일 – 1451년 12월 23일).
4. 작센 선제후 에른스트 (1441년 3월 24일 – 1486년 8월 26일).
5. 작센 공작 알브레히트 (1443년 7월 31일 – 1500년 9월 12일).
6. 마르가레타 (1444년 – 1498년 11월 19일) - 조이슬리츠 수녀원.
7. 헤트비히 (1445년 10월 31일 – 1511년 6월 13일) - 크베들린부르크 수녀원장 (1458년).
8. 알렉산더 (1447년 6월 24일 – 1447년 9월 14일).